# Caspar Ernst von Frankenberg und Proschlitz
Caspar Ernst von Frankenberg und Proschlitz (geb. 1685; gest. 1753) war ein preußischer Landrat.

## Leben
Caspar Ernst entstammt dem schlesischen Uradelsgeschlecht Frankenberg und war ein Sohn des Adam von Frankenberg und Proschlitz, Erbherr auf Groß Jenkwitz und Landeskommissar im Fürstentum Brieg, und dessen Ehefrau Anna Elisabeth, geb. von Prittwitz. 1697 immatrikulierte er sich an der Universität Leipzig, nahm im Anschluss aber landwirtschaftliche Tätigkeiten auf. Zu Beginn des Jahres 1742 wurde er zum ersten Landrat des Kreises Brieg ernannt. Das Amt übte er bis 1753 aus, starb als Erbherr auf Groß Jenkwitz und Endersdorf, sein Nachfolger wurde Friedrich Gotthard Hartwig von Tschirschky und Bögendorff.

## Familie
Caspar Ernst von Frankenberg und Proschlitz heiratete 1709 Sophia Charlotte, geb. von Schober auf Endersdorf (* 1690). 